# کن-تیکی (فیلم ۲۰۱۲)
کن-تیکی (نروژی: Kon-Tiki) فیلمی در ژانر ماجراجویی، درام، اکشن، و زندگینامه‌ای به کارگردانی یواخیم رانینگ و اسپن سندبرگ است که در سال ۲۰۱۲ منتشر شد. از بازیگران آن می‌توان به گوستاو اسکاشگورد، پال سوره هاگن، یاکوب اوفتبرو، و توبیاس زانتلمان اشاره کرد.